# San Bartolito Tlaltelolco
San Bartolito Tlaltelolco är en ort i Mexiko, tillhörande kommunen Calimaya i delstaten Mexiko, i den centrala delen av landet. Orten hade 1 514 invånare vid folkräkningen 2010.
Charrería är populärt i San Bartolito Tlaltelolco och orten producerar sadlar och övrig utrustning till sporten samt andra läderföremål.